# 2013 LR6
2013 LR6とは、直径約30フィート (10m) の小惑星である。
NASA主催のカタリナ・スカイサーベイによって発見された。発見時は地球と月の間にあった。
地球近傍小惑星であるが衝突の可能性はほぼ無い。2013年6月8日（12:42で6月8日 午前EDT / 04:42 UTC/21:42 PDT で6月8日）に地球（南極海、タスマニア州の南の上空）からの表面距離 約6万5000マイル（10万5000キロ）の地点を通過したと見られる。